# Mennica w Nowym Orleanie
Mennica w Nowym Orleanie – dawna amerykańska mennica znajdująca się w Nowym Orleanie.

## Historia
Mennica została utworzona w 1835 roku (w tym roku powstała także mennica w Charlotte oraz w Dahlonega). Jedną z przyczyn jej utworzenia był kryzys mający miejsce w latach 30 XIX wieku, spowodowany niedoborem monet wybitych w USA. Mennica została utworzona jako oddział United States Mint. Budynek mennicy został zbudowany z czerwonej cegły i zaprojektowany przez Williama Stricklanda. Budynek powstał na bagnistej nizinie, przez co często doświadczał problemów związanych z przemieszczaniem się gleby pod jego fundamentami. Pierwsze monety w mennicy zostały wybite 7 maja 1838 roku. Mennica działała nieprzerwanie w latach 1838-1861; w 1861 roku została ona zajęta przez siły konfederackie i przez pewien czas wybijała konfederackie pieniądze. W 1862 w mennicy przestano wybijać monety (stała się ona kwaterą wojsk Unii); ponownie otworzono ją w 1876 roku (działała wtedy jako urząd probierczy). W 1879 roku budynek został odnowiony; zaczęto w nim także ponownie wybijać monety. W 1904 roku zaprzestano bicia srebrnych dolarów amerykańskich, które stanowiły dużą część wybijanych w mennicy monet (było to jedną z przyczyn jej zamknięcia). W 1911 roku mennica została zamknięta. Monety wybijane w nowoorleańskiej mennicy na swoich rewersach miały literę O, będącą jej znakiem menniczym. Łącznie w ciągu wszystkich lat działalności mennicy wybito w niej ponad 427 milionów monet, większość z nich była wykonana z srebra lub złota. Po zamknięciu dawna mennica pełniła wiele funkcji, do 1943 roku w dawnej mennicy znajdowało się więzienie federalne. Od 1981 roku w budynku mennicy mieści się muzeum zajmujące się historią i procesem produkcji monet; dodatkowe wystawy znajdujące się w muzeum są poświęcone Mardi Gras oraz muzyce jazzowej. Na trzecim piętrze budynku znajduje się oddział Louisiana State Museum, w którym można zobaczyć między innymi dawne archiwa i mapy. W wyniku przejścia nad Nowym Orleanem huraganu Katrina dach budynku został uszkodzony, a część wystaw związanych z muzyką jazzową została uszkodzona.